# Estação Saudade
A Estação Saudade, também denominada Estação Roxo de Rodrigues (São Paulo - Rio Grande), foi uma estação ferroviária localizada na município brasileiro de Ponta Grossa, no estado do Paraná. A antiga estrutura é parte do complexo ferroviário, construído no fim do século XIX, na rua Fernandes Pinheiro, na região central da cidade.

## História
A Estação Paraná, atual sede da Casa da Memória Paraná, foi a primeira estação ferroviária da cidade de Ponta Grossa. No final da década de 1890, a estação já não comportava mais a demanda, sendo assim, foi projetado uma nova estação ferroviária, principalmente para atender os passageiros que iam tanto para São Paulo, como também até o Rio Grande do Sul.
Na gestão do prefeito Ernesto Guimarães Vilela, o município cedeu o terreno próximo à rua Fernandes Pinheiro para a construção da nova estação ferroviária, conforme um contrato firmado em 23 de novembro de 1899. O edifício da Estação Roxo de Rodrigues foi construído entre os anos de 1899 e 1900, em estilo eclético, com características arquitetônicas neoclássicas e art nouveau, em uma localização privilegiada para a época. O prédio recebeu diversos elementos decorativos como pilastras, frisos, lambrequins, balaustradas e cornijas.
A estação ferroviária foi inaugurada em 2 de março de 1900 e a partir desse período Ponta Grossa experimentou um rápido e significativo crescimento econômico. A nova estação foi um marco na história local, tornando-se um importante ponto de comércio. Pela estação ferroviária passaram diversas personalidades ilustres, como Santos Dumont e Getúlio Vargas.

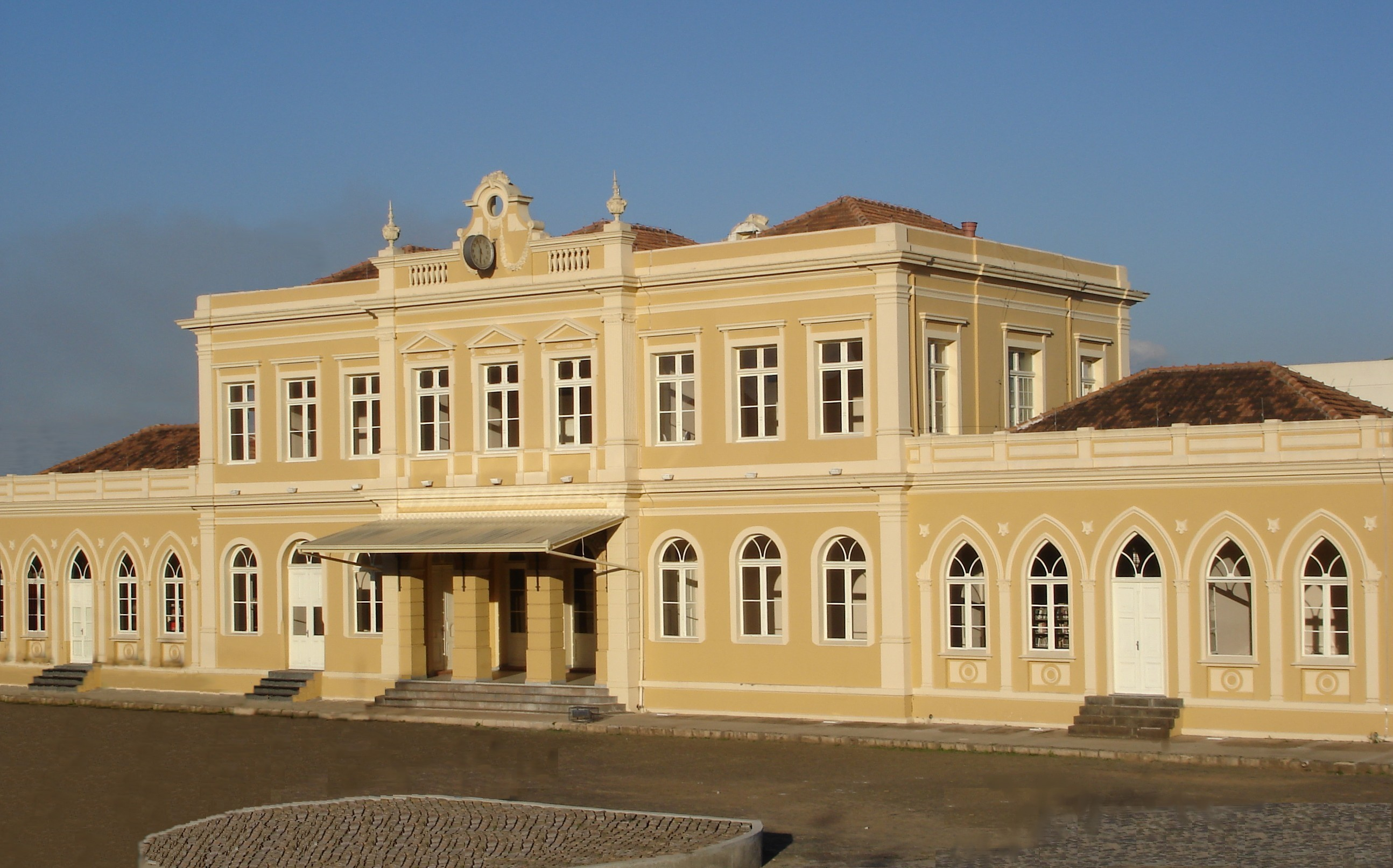
Vista da Estação Saudade.

Entre os anos de 1942 e 1975 a linha ferroviária era de responsabilidade da Rede de Viação Paraná-Santa Catarina (RVPSC). E depois, até 1989, pertencente a da Rede Ferroviária S/A (RFFSA). O espaço foi desativado como estação de trens no final da década de 1980. Com o crescimento urbanístico em volta da estação, foi projetado um desvio ferroviário da cidade e em 1989 o novo ramal foi inaugurado, retirando o fluxo ferroviário do centro urbano.
Em 1990 a edificação foi tombada como patrimônio cultural do Paraná, pela Coordenação do Patrimônio Cultural (CPC) do Governo do Paraná. A partir da Lei Municipal nº 5811/1997, o espaço passou a ser oficialmente denominado Estação Saudade. Entre os anos de 2004 e 2012 funcionou nas instalações a Biblioteca Municipal Bruno Enei.
Desde de 2019, a antiga estação abriga uma unidade do Serviço Social do Comércio (SESC), conforme Lei Municipal nº 12.465, de 2016. O espaço, desde então, oferece gratuitamente para a população salas de oficinas culturais, sala de leitura, o Café Escola Estação Saudade e o Museu Ferroviário Francisco Búrzio, com o objetivo de preservar a memória e a história dos trens na região.